# 岡山県道46号和気笹目作東線
岡山県道46号和気笹目作東線（おかやまけんどう46ごう わけささめさくとうせん）は、岡山県和気郡和気町から美作市を結ぶ県道（主要地方道）である。

## 概要

### 路線データ
- 起点：岡山県和気郡和気町泉（岡山県道96号岡山赤穂線交点）
- 終点：岡山県美作市土居（国道179号交点）

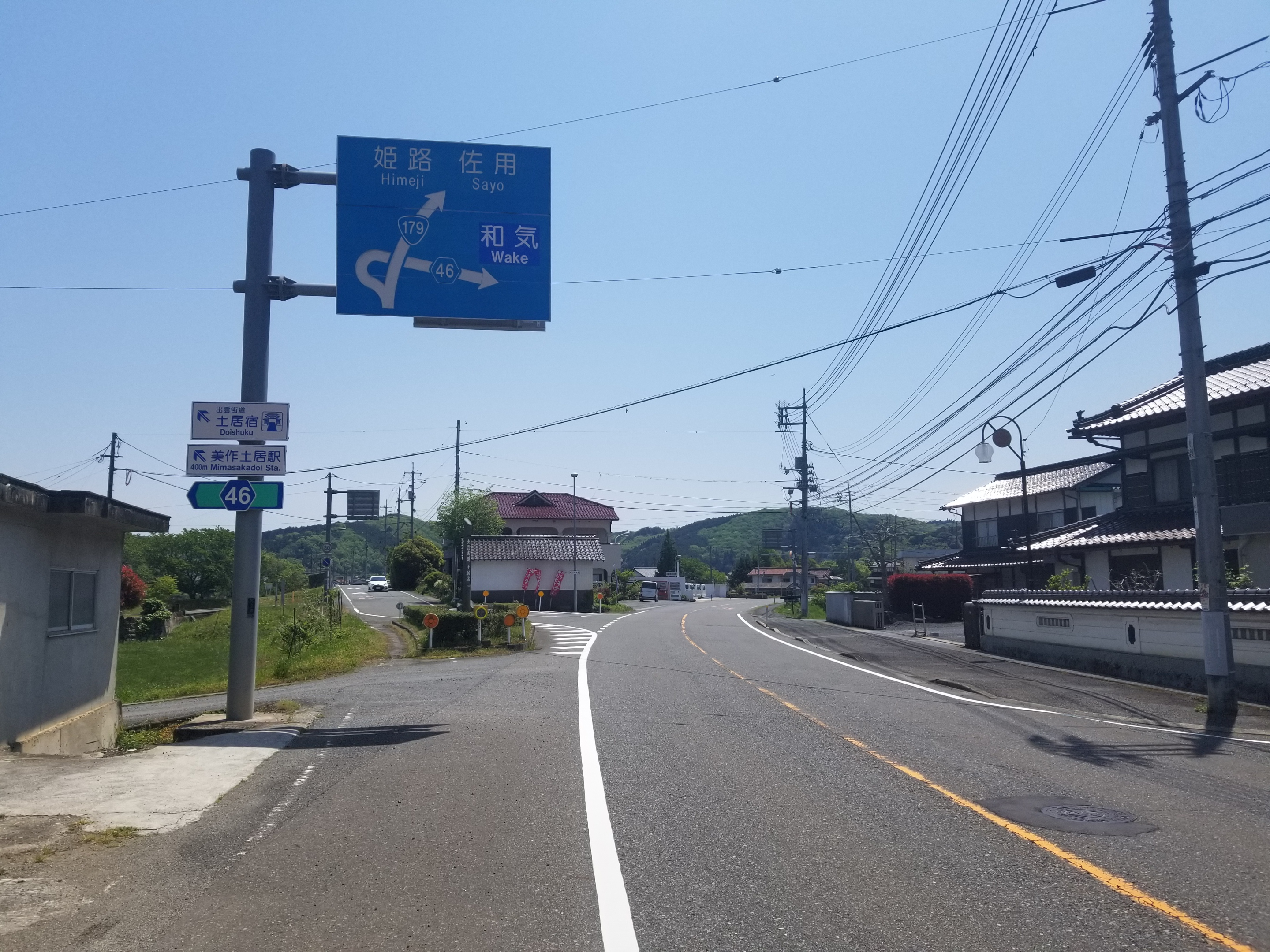
終点　美作市土居

## 歴史
- 1993年（平成5年）5月11日 - 建設省から、県道和気笹目作東線が和気笹目作東線として主要地方道に指定される[1]。

## 路線状況

### 重複区間
- 岡山県道414号福本和気線（和気郡和気町日笠下 - 和気郡和気町日笠上）
- 岡山県道404号都留岐吉永停車場線（備前市吉永町和意谷 - 備前市吉永町都留岐）
- 岡山県道90号赤穂佐伯線（備前市吉永町都留岐 - 美作市滝宮）

## 地理

### 通過する自治体
- 和気郡和気町
- 備前市
- 美作市

### 交差する道路
| 交差する道路                                                                               | 市町村名 | 市町村名 | 交差する場所             | 交差する場所 |
| ------------------------------------------------------------------------------------------ | -------- | -------- | ------------------------ | ------------ |
| 岡山県道・兵庫県道96号岡山赤穂線                                                           | 和気郡   | 和気町   | 泉                       | 起点         |
| 岡山県道414号福本和気線 重複区間起点                                                       | 和気郡   | 和気町   | 日笠下                   |              |
| 岡山県道414号福本和気線 重複区間終点                                                       | 和気郡   | 和気町   | 日笠上                   |              |
| 岡山県道404号都留岐吉永停車場線 重複区間起点                                               | 備前市   | 備前市   | 吉永町和意谷（わいだに） |              |
| 兵庫県道・岡山県道90号赤穂佐伯線 重複区間起点 岡山県道404号都留岐吉永停車場線 重複区間終点 | 備前市   | 備前市   | 吉永町都留岐（つるぎ）   |              |
| 岡山県道426号多麻滝宮線                                                                    | 美作市   | 美作市   | 滝宮                     |              |
| 兵庫県道・岡山県道90号赤穂佐伯線 重複区間終点                                              | 美作市   | 美作市   | 滝宮                     |              |
| 岡山県道360号万善美作線                                                                    | 美作市   | 美作市   | 万善                     |              |
| 岡山県道401号美作土居停車場線                                                              | 美作市   | 美作市   | 土居                     |              |
| 国道179号                                                                                  | 美作市   | 美作市   | 土居                     | 終点         |

### 沿線にある施設など
- 岡山国際サーキット（旧名：TIサーキット英田）
- さくとう山の学校（美作市万善・旧福山小学校）
- 和気神社、藤公園（和気町藤野）